# Mödringbach (Metnitz)
Der Mödringbach ist ein linker Nebenfluss der Metnitz in Kärnten, Österreich.

## Verlauf
Der Mödringbach entspringt in den Gurktaler Alpen, etwa 1 km nördlich des Gipfels des Mödringbergs (und somit etwa 2 ½ km nördlich der Quelle des gleichnamigen, jedoch in die Gurk entwässernden Mödringbachs (Gurk)), in der Gemeinde Metnitz. Der Bach fließt durch die Streusiedlung Mödring und mündet bei der Metnitztalstraße in die Metnitz. Die Länge des Bachs beträgt etwa 3,9 Kilometer, sein Einzugsgebiet 5,8 Quadratkilometer.